# Assunta (Francesco Paglia)
L'Assunta è un dipinto a olio su tela (285×195 cm) di Francesco Paglia, databile al 1672-1675 e conservato nella chiesa di San Giovanni Evangelista di Brescia, al primo altare destro.

## Storia
Il dipinto viene menzionato nella prima redazione del 1675 del Giardino della pittura, una "guida" artistica di Brescia compilata dallo stesso Paglia, un sicuro termine cronologico per la collocazione della tela nella chiesa di San Giovanni. Inoltre, dato che stilisticamente si pone a un livello successivo rispetto ai Santi Sebastiano, Antonio e Rocco per la chiesa di Santa Maria della Carità, tela datata 1672, l'Assunta è da collocare tra queste due date.
La tela è ancora conservata nella sua posizione originale, il primo altare destro della chiesa dedicato all'Assunzione di Maria.

## Descrizione
L'opera raffigura l'Assunzione della Vergine, dipinta tra una folla di angeli e cherubini che la sostengono tea le nubi e la elevano al cielo, che si apre dietro la sua figura in un profondo squarcio luminoso.
Nella parte inferiore della tela, gli Apostoli assistono attoniti in vari atteggiamenti, mentre sullo sfondo si intravede un paesaggio montuoso.

## Stile

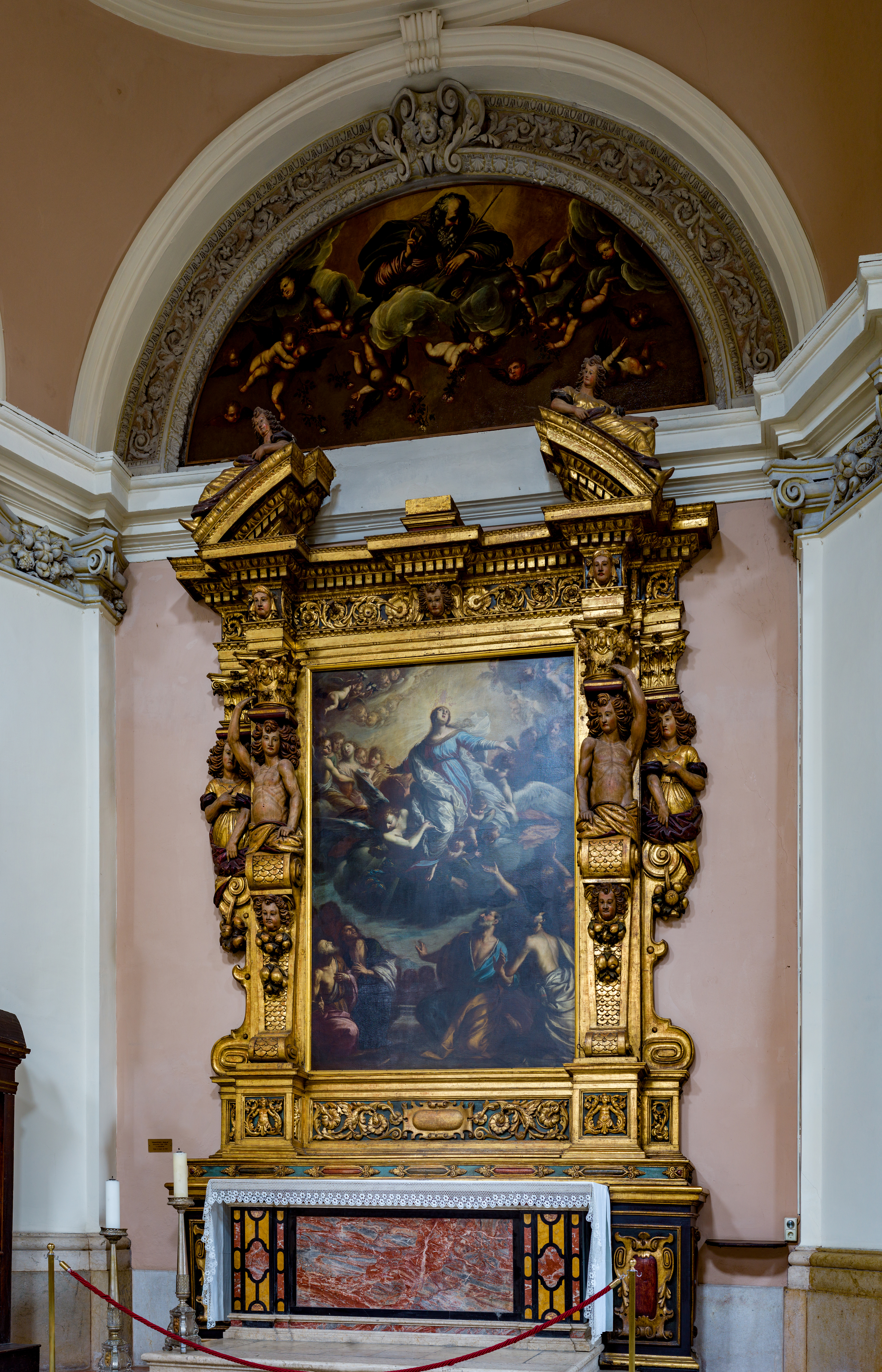
L'altare dell'Assunta nella Chiesa di San Giovanni a Brescia.

Giulio Antonio Averoldi, nella sua guida di Brescia del 1700, arrivato davanti alla tela si augura che "abbiano presto a vedersi emendati i miei falli [...], più illuminate con metodo più gagliardo, e vivo le mie spiegazioni dal nostro Francesco Paglia", soffermandosi a lungo per tessere con toni ammirate le lodi del pittore, oltretutto suo amico. L'Averoldi fa notare la differenza tra la trattazione delle carni e dei panni degli Apostoli, cioè della sfera umana, e quelli della Vergine e degli Angeli, la sfera divina: "Essi mostrano la sperienza dell'artefice nel dissegno, e contorno, non essendosi potuto servire del naturale, come fece nel delineare gli Apostoli". Da spirito aperto alle innovazioni settecentesche, il critico vi coglie inoltre un senso aereo e lieve: "L'aria poi è con gran maestria dipinta, mirandosi come degrada dalle immagini, e massime dal braccio destro della Vergine posto in iscorcio, sicché gli Angeli con essa sembrano sostenuti dalla forza dell'ali".
Il Paglia, nell'impostazione di questo dipinto, è chiaramente suggestionato dall'Assunzione della Vergine del Moretto in Duomo vecchio, dalla quale riprende lo spazio diviso in due zone ma accentuando il colorismo nei toni bianco-argento e grigio-azzurro, sfavillanti di luce.
Evidenti sono le suggestioni da Tiziano ed è inoltre rilevabile un lontano ma chiaro omaggio al Correggio, filtrato attraverso l'esperienza bolognese della sua prima formazione artistica.